# Iglesia de Nuestra Señora de las Victorias
La iglesia de Nuestra Señora de las Victorias es una iglesia católica situada en Tetuán, que depende de la archidiócesis de Tánger. Las dimensiones de la iglesia son de 39 x 19 m, tiene tres naves y es de estilo neomudéjar.

## Historia
La iglesia fue construida cuando la ciudad era capital del Protectorado español en Marruecos. Fue dedicada en 1925. Se encuentra situada en el Ensanche de Tetuán, que prolonga la medina hacia el oeste, y domina la plaza conocida hoy como plaza Moulay El Mehdi. Toma el relevo de una pequeña iglesia creada durante el establecimiento de la Misión de Tetuán en 1860 por parte de los franciscanos.